# 2/11 Het spel van de wolf
2/11 Het spel van de wolf is een Nederlandse historische dramafilm uit 2014, van regisseur Thomas Korthals Altes. De film is een verfilming over de dagen kort na de moord op Theo van Gogh. Met het verhaal van de film zien we een reconstructie achter de schermen van de politiek over de gevolgen van de moord.
De film was voor het eerst te zien op het Nederlands Film Festival op 25 september 2014, en werd al op de televisie uitgezonden op 2 november 2014 op NPO 2.

## Verhaal
Op 2 november 2004 rond de klok negen in de ochtend gaat op het hoofdkantoor van de AIVD alle alarmbellen af, als een bericht binnen komt dat in Amsterdam, Theo van Gogh is vermoord. Later wordt bekend dat de dader Mohammed Bouyeri is. Met deze laatste mededeling hebben ze iets cruciaals over het hoofd gezien, want die naam kennen ze maar al te goed bij de AIVD. En hij is niet enige, want ze kennen alle leden wat later de pers de Hofstadgroep is gaan noemen. Zelfs met menig lid onderhield de dienst nauwe contacten. Hoe kon het toch zo zijn dat ze niet in de gaten hadden dat Bouyeri met zo'n plan rondliep en kon uitvoeren zonder dat de dienst het in de gaten had? Of is dit niet alles maar dat er meer aan de hand is?

## Rolverdeling
| Acteur             | Personage                     |
| ------------------ | ----------------------------- |
| Susan Visser       | Ellen                         |
| Johan Leysen       | Sybrand van Hulst             |
| Pierre Bokma       | Joris Demmink                 |
| William Hope       | Liaison van de CIA            |
| Tijn Docter        | Joop                          |
| Mike Reus          | David                         |
| Joris Smit         | Roel                          |
| Merlijn de Jong    | Olaf                          |
| Lotje van Lunteren | Annemarie                     |
| Gerson Oratmangoen | Ronnie                        |
| Ali Çifteci        | Nathan                        |
| Hanne Arendzen     | Martine                       |
| Petra Laseur       | voorzitter van de CTIVD       |
| Cendy Dierdorp     | kantoormedewerker van de AIVD |